# Parigi-Roubaix
La Parigi-Roubaix (fr. Paris-Roubaix) è una corsa in linea di ciclismo su strada, una delle cinque cosiddette classiche monumento, che si svolge nel nord della Francia in prossimità della frontiera belga, ogni anno la seconda domenica d'aprile. Dal 1989 è stata inserita nel calendario della Coppa del Mondo e dal 2005 in quello dell'UCI ProTour. Esclusivamente maschile fino al 2021, è stata in tale anno affiancata dalla prima edizione della Parigi-Roubaix femminile: entrambe le gare si sono peraltro eccezionalmente svolte ad inizio autunno a causa della pandemia di COVID-19.
Nota anche come "la regina delle classiche" (la reine des classiques) per la sua importanza, "la corsa di Pasqua" (la Pascale) per il periodo in cui si svolge (intorno a metà aprile, non raramente nel giorno di Pasqua) oppure anche "l'inferno del Nord" (l'enfer du Nord), per le durezze a cui sottopone i corridori partecipanti nonostante il percorso pressoché totalmente pianeggiante, a volte anche dovute alle condizioni atmosferiche, come accaduto nell’edizione 2021.
Ultima delle cosiddette classiche del pavé, è famosa appunto per i numerosi tratti in pavé, elemento caratterizzante della corsa, ovvero tratti di strada pavimentati con cubi di porfido o ciottoli tondi che frenano la corsa e provocano continui sobbalzi e vibrazioni, mettendo in difficoltà ciclisti e relativi mezzi meccanici con forature e rotture meccaniche all'ordine del giorno; i tratti più importanti, difficili e famosi sono la foresta di Arenberg e il Carrefour de l'Arbre, quest'ultimo posizionato a meno di 20 chilometri dalla conclusione.
Dalla prima edizione nel 1896 fino al 1965 la corsa partiva da Parigi e terminava nel velodromo di Roubaix, comune nel Nord, rimasto invariato come arrivo. Dal 1966 al 1976 è cominciata da Chantilly, dal 1977 a oggi inizia dalla città di Compiègne (circa 60 km a nord-est dal centro di Parigi). La distanza totale della corsa supera i 250 km variando a seconda delle edizioni.  
Dal 1984 in Bretagna si disputa una corsa tecnicamente molto simile alla Parigi-Roubaix, chiamata Tro-Bro-Léon.

## Storia

### Gli inizi

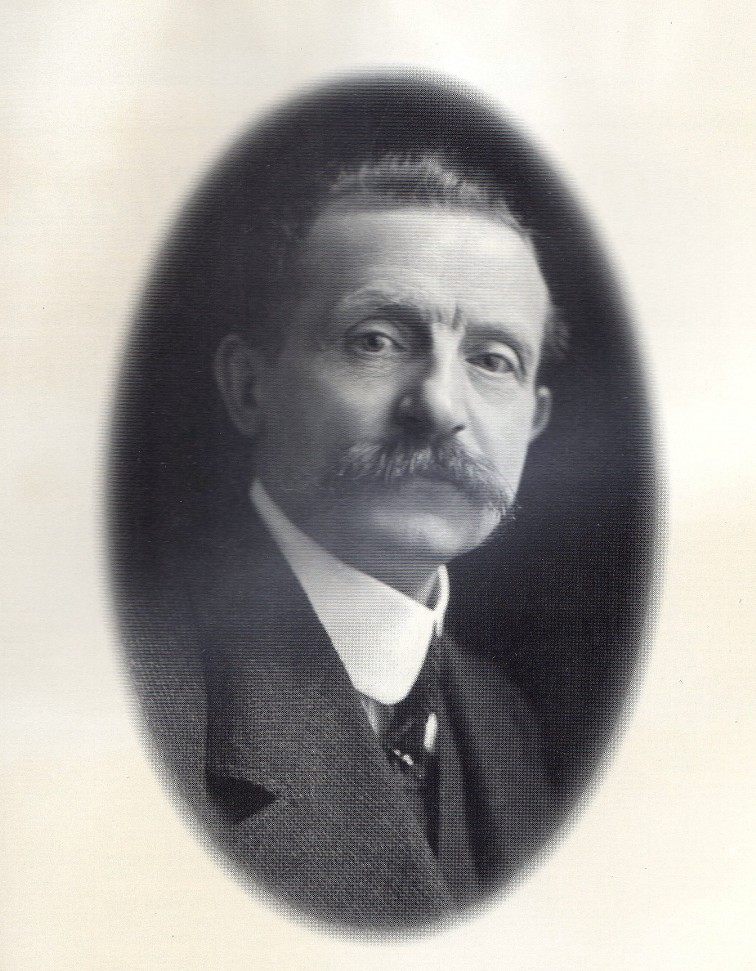
Theodore Vienne nel 1896

Nei primi mesi del 1895 Theodore Vienne e Maurice Perez, due filatori di Roubaix, decisero di costruire un velodromo nei pressi del parco Barbieux, situato nel comune di Croix. Il parco Barbieux era situato tra i comuni Croix e Roubaix, era frequentato da numerosi sportivi e godeva della reputazione del più grande parco del nord della Francia.
Sotto la direzione dell'architetto Dupire, il lavoro iniziò nell'aprile 1895 e terminò alla fine del mese seguente. Il velodromo, con una pista di cemento della lunghezza di 333.33 m, venne inaugurato il 9 giugno 1895 con sette corse, con un pubblico di diverse migliaia di spettatori. Negli anni seguenti diventò una delle migliori piste dell'epoca.
Nel tardo XIX secolo erano più numerose le corse su pista di quelle su strada. Le corse più famose erano la Parigi-Brest-Parigi e la Bordeaux-Parigi.
Nel febbraio 1896 ebbero l'idea di organizzare una corsa che partisse da Parigi per arrivare al nuovo velodromo. Essi ottennero l'appoggio di Louis Minart, capo-redattore del giornale sportivo Le Vélo.
L'organizzazione della corsa venne così affidata al giornale e al principale redattore della rubrica ciclistica, Victor Breyer.
Victor Breyer si recò ad Amiens con una Panhard 6CV con il suo collega Paolo Meyan. Breyer proseguì in bicicletta fino a Roubaix.
Arrivò esausto, dopo una giornata sul pavé con la pioggia. Giurò di inviare un telegramma a Minart chiedendogli di sospendere quel « progetto diabolico », dicendo che rappresentava un pericolo per i partecipanti.
La sera, tuttavia, Breyer cambiò idea.

### Le prime edizioni

#### Il mistero di Pasqua

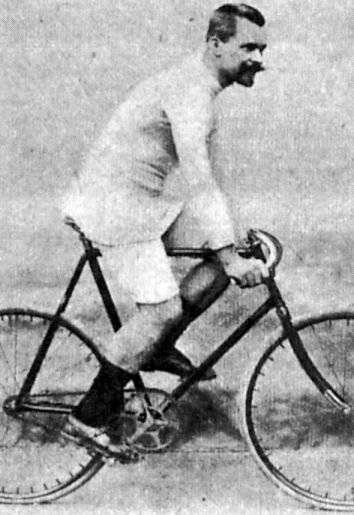
Il primo vincitore della Parigi-Roubaix, il tedesco Josef Fischer.

Vienne e Perez fissarono la gara per il giorno di Pasqua, questo scatenò l'opposizione della Chiesa. Infatti, ciclisti e spettatori non avrebbero potuto recarsi in chiesa. Vienne annunciò allora che sarebbe stata messa a disposizione una cappella vicino alla partenza. La messa non venne però celebrata perché impossibile farla prima della partenza, prevista per le quattro del mattino.
Tuttavia, Pascal Sergent, cronista della gara, dichiarò che la corsa si svolse il 19 aprile 1896 e che non venne rinviata, ma quell'anno il giorno di Pasqua era due settimane prima, il 5 aprile. Solo l'edizione successiva della corsa si tenne il giorno di Pasqua.
La prima edizione era lunga 280 km, e molti degli iscritti non si presentarono nemmeno alla partenza; tra questi anche Henri Desgrange, l'ideatore del Tour de France. Le speranze francesi erano riposte in Maurice Garin, il futuro vincitore del primo Tour nel 1903, che tuttavia arrivò solo terzo, a quindici minuti dal primo vincitore della Roubaix, il tedesco Josef Fischer. Soltanto quattro corridori arrivarono entro un'ora dall'arrivo del vincitore.
Garin vinse l'anno successivo la seconda edizione. Arrivato al velodromo di Roubaix assieme all'olandese Mathieu Cordang, i due erano quasi irriconoscibili a causa del fango che li copriva. Cordang cadde quando mancavano ancora sei giri del velodromo da compiere, e nonostante avesse perso un centinaio di metri, si lanciò in un frenetico inseguimento che lo portò ad appena un paio di metri da Garin, che tuttavia riuscì a vincere mandando in delirio la folla che assisteva all'evento, mentre a Cordang non rimase che piangere per la sua sfortuna.

### Tra le due grandi guerre

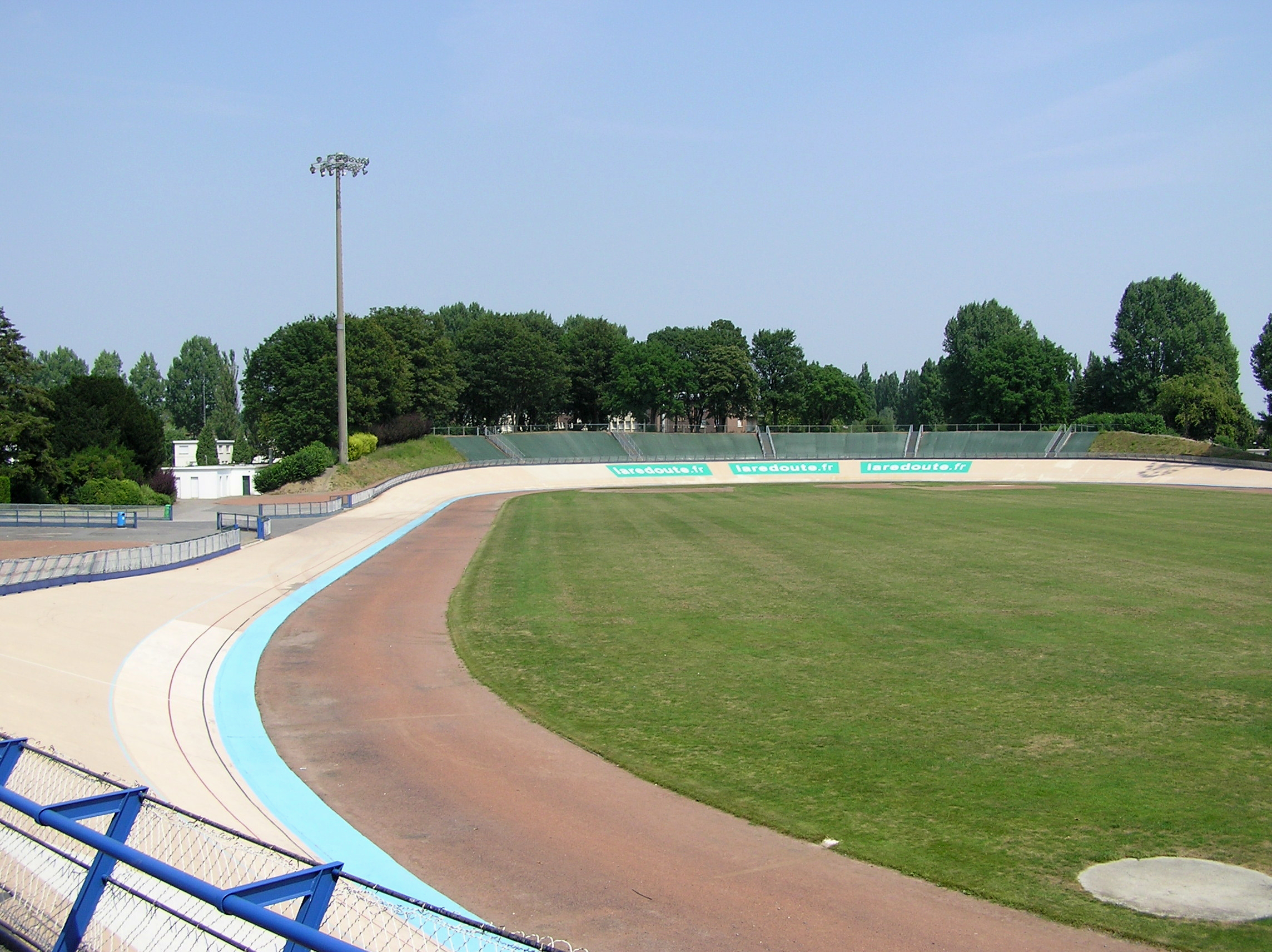
Il velodromo André-Pétrieux, dove si conclude la classica francese.

L'indicazione Inferno del Nord apparve per la prima volta nel 1919 nell'articolo di Victor Breyer. Il giornalista era al seguito della corsa e stava osservando i corridori coperti di fango e la devastazione della Grande Guerra tutto attorno: i danni dei bombardamenti; alberi anneriti, bestiame in putrefazione, fogne rotte e fango ovunque, come un inferno.
La corsa non fu disputata solo in occasione delle due guerre mondiali, dal 1915 al 1918 e dal 1940 al 1942. Dopo la prima guerra mondiale la Roubaix riprese nel 1919, con l'itinerario modificato a causa delle conseguenze della guerra, e la corsa venne fatta passare per Saint-Pol-sur-Ternoise e per Doullens, mentre il velodromo, semidistrutto, non era utilizzabile per l'arrivo, che venne posto nello stadio Jean-Dubrulle e poi, dal 1922 al 1939, nella vicina via, l'Avenue des Villas (dal 1937 Avenue Gustave-Delory).
I vincitori di questo periodo furono soprattutto belgi. Il dominio belga può essere spiegato da diversi fattori, culturali, geografici e tecnici. La Parigi-Roubaix, con il Giro delle Fiandre, era la gara più importante della stagione e la bicicletta era un mezzo di trasporto molto popolare in Belgio, a causa delle sue piccole dimensioni e della sua densità urbana. Infine, a differenza della Francia, che modernizzava le sue strade, la rete stradale belga consisteva essenzialmente di strade strette lastricate dal pavé. Gaston Rebry, belga che vinse tre volte, fu il primo ad essere soprannominato "Mr. Parigi-Roubaix". Gli italiani erano presenti dal 1920 e nonostante la presenza dei loro migliori campioni (Costante Girardengo, Ottavio Bottecchia, Alfredo Binda), solo nel 1937 ottennero la prima vittoria, con Jules Rossi.
Con il nord della Francia occupato dai tedeschi, la corsa ufficiale non fu disputata per 3 edizioni, fino al 1943, quando riprese e venne vinta dal belga Marcel Kint.

### Salvaguardia del pavé

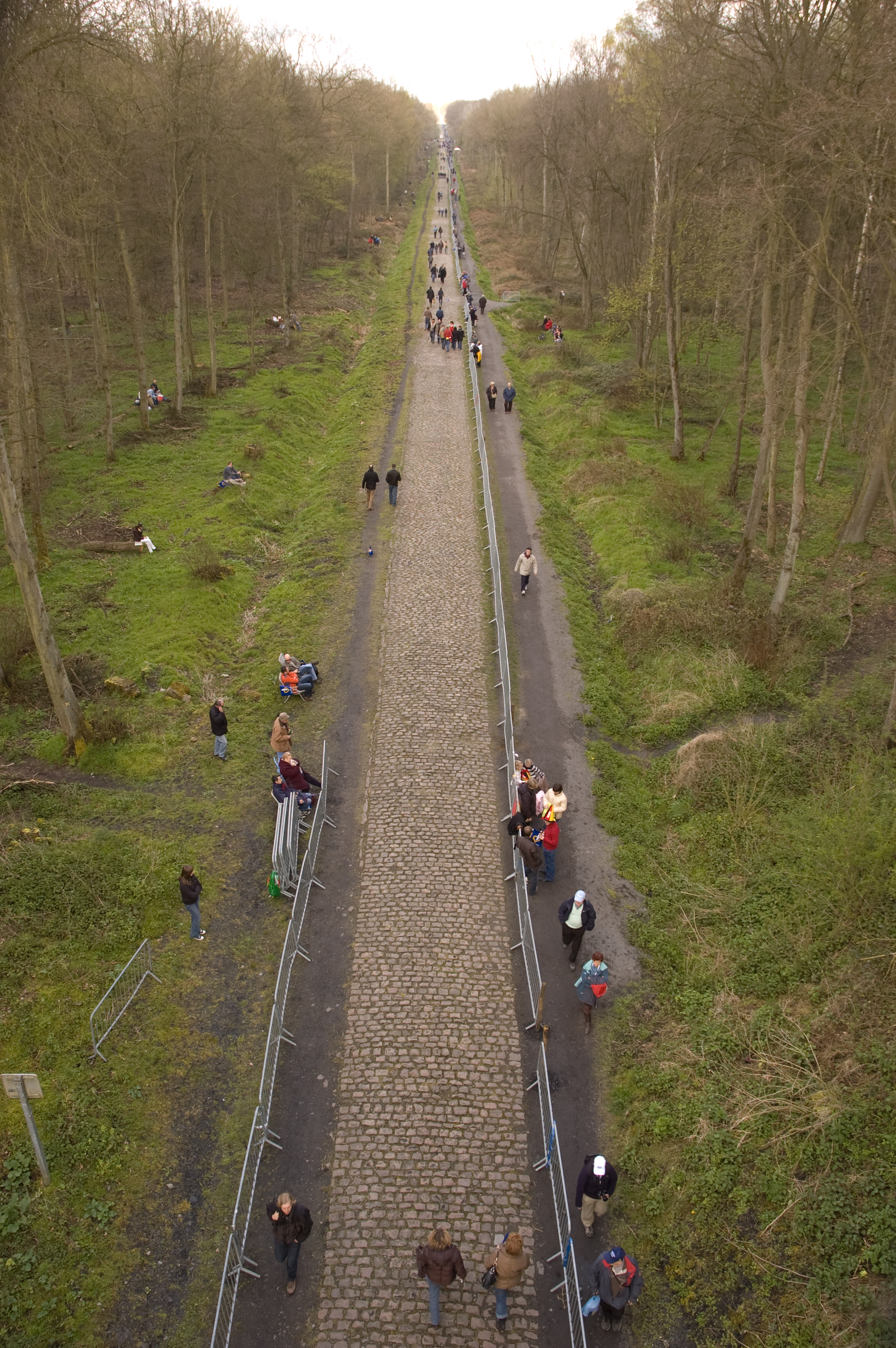
La foresta di Arenberg.

Già prima della seconda guerra era iniziato l'ammodernamento delle strade e il pavé del nord della Francia veniva sempre più sostituito dall'asfalto, togliendo difficoltà alla competizione, con arrivi sempre più frequenti in gruppo. Nel 1966 la corsa cambiò radicalmente: venne spostata la partenza a Chantilly e il percorso si spostò verso est, alla ricerca di nuovi tratti di pavé ancora presenti, portando i chilometri totali sul ciottolato a 40. Su richiesta di Jacques Goddet si cercarono settori sconosciuti di pavé ancora presenti, e nel 1968 Jean Stablinski propose a Albert Bouvet, ex-ciclista incaricato di trovare nuovi settori, un tratto di pavé che sarebbe diventato un emblema della Parigi-Roubaix, la foresta di Arenberg.

## Albo d'oro

### Maschile

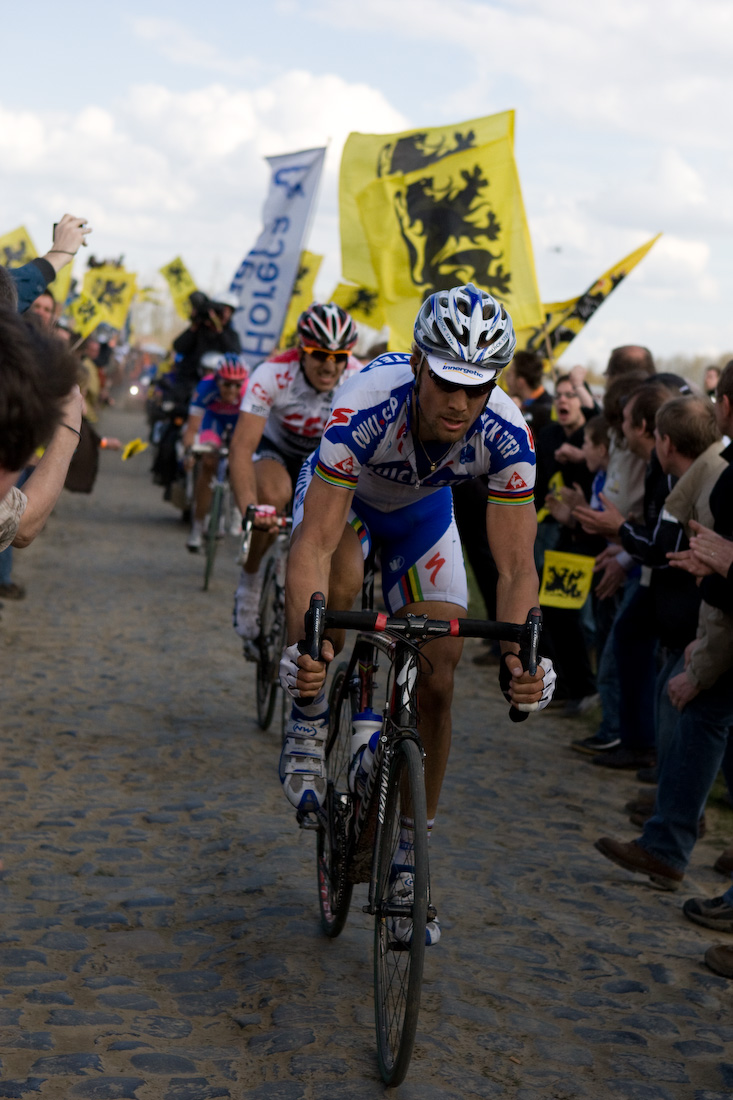
Vincitori multipli Tom Boonen seguito da Fabian Cancellara nella Parigi-Roubaix 2008.

Aggiornato all'edizione 2024.
| Anno    | Vincitore                                           | Secondo                                             | Terzo                                               |
| ------- | --------------------------------------------------- | --------------------------------------------------- | --------------------------------------------------- |
| 1896    | Josef Fischer                                       | Charles Meyer                                       | Maurice Garin                                       |
| 1897    | Maurice Garin                                       | Mathieu Cordang                                     | Michel Frédérick                                    |
| 1898    | Maurice Garin                                       | Auguste Stephane                                    | Édouard Wattelier                                   |
| 1899    | Albert Champion                                     | Paul Bor                                            | Ambroise Garin                                      |
| 1900    | Émile Bouhours                                      | Josef Fischer                                       | Maurice Garin                                       |
| 1901    | Lucien Lesna                                        | Ambroise Garin                                      | Lucien Itsweire                                     |
| 1902    | Lucien Lesna                                        | Édouard Wattelier                                   | Ambroise Garin                                      |
| 1903    | Hippolyte Aucouturier                               | Claude Chapperon                                    | Louis Trousselier                                   |
| 1904    | Hippolyte Aucouturier                               | César Garin                                         | Lucien Pothier                                      |
| 1905    | Louis Trousselier                                   | René Pottier                                        | Henri Cornet                                        |
| 1906    | Henri Cornet                                        | Marcel Cadolle                                      | René Pottier                                        |
| 1907    | Georges Passerieu                                   | Cyrille Van Hauwaert                                | Louis Trousselier                                   |
| 1908    | Cyrille Van Hauwaert                                | Georges Lorgeou                                     | François Faber                                      |
| 1909    | Octave Lapize                                       | Louis Trousselier                                   | Jules Masselis                                      |
| 1910    | Octave Lapize                                       | Cyrille Van Hauwaert                                | Eugène Christophe                                   |
| 1911    | Octave Lapize                                       | Alphonse Charpiot                                   | Cyrille Van Hauwaert                                |
| 1912    | Charles Crupelandt                                  | Gustave Garrigou                                    | Maurice Leturgie                                    |
| 1913    | François Faber                                      | Charles Deruyter                                    | Charles Crupelandt                                  |
| 1914    | Charles Crupelandt                                  | Louis Luguet                                        | Louis Mottiat                                       |
| 1915-18 | Non disputate a causa della prima guerra mondiale   | Non disputate a causa della prima guerra mondiale   | Non disputate a causa della prima guerra mondiale   |
| 1919    | Henri Pélissier                                     | Philippe Thys                                       | Honoré Barthélémy                                   |
| 1920    | Paul Deman                                          | Eugène Christophe                                   | Lucien Buysse                                       |
| 1921    | Henri Pélissier                                     | Francis Pélissier                                   | Léon Scieur                                         |
| 1922    | Albert Dejonghe                                     | Jean Rossius                                        | Émile Masson Sr.                                    |
| 1923    | Heiri Suter                                         | René Vermandel                                      | Félix Sellier                                       |
| 1924    | Jules Van Hevel                                     | Maurice Ville                                       | Félix Sellier                                       |
| 1925    | Félix Sellier                                       | Pierino Bestetti                                    | Jules Van Hevel                                     |
| 1926    | Julien Delbecque                                    | Gustaaf Van Slembrouck                              | Gaston Rebry                                        |
| 1927    | Georges Ronsse                                      | Joseph Curtel                                       | Charles Pélissier                                   |
| 1928    | André Leducq                                        | Georges Ronsse                                      | Charles Meunier                                     |
| 1929    | Charles Meunier                                     | Georges Ronsse                                      | Aimé Deolet                                         |
| 1930    | Julien Vervaecke                                    | Jean Maréchal                                       | Antonin Magne                                       |
| 1931    | Gaston Rebry                                        | Charles Pélissier                                   | Emile Decroix                                       |
| 1932    | Romain Gijssels                                     | Georges Ronsse                                      | Herbert Sieronski                                   |
| 1933    | Sylvère Maes                                        | Julien Vervaecke                                    | Léon Le Calvez                                      |
| 1934    | Gaston Rebry                                        | Jean Wauters                                        | Frans Bonduel                                       |
| 1935    | Gaston Rebry                                        | André Leducq                                        | Jean Aerts                                          |
| 1936    | Georges Speicher                                    | Romain Maes                                         | Gaston Rebry                                        |
| 1937    | Jules Rossi                                         | Albert Hendrickx                                    | Noël Declercq                                       |
| 1938    | Lucien Storme                                       | Louis Hardiquest                                    | Marcel Van Houtte                                   |
| 1939    | Émile Masson Jr.                                    | Marcel Kint                                         | Roger Lapébie                                       |
| 1940-42 | Non disputate a causa della seconda guerra mondiale | Non disputate a causa della seconda guerra mondiale | Non disputate a causa della seconda guerra mondiale |
| 1943    | Marcel Kint                                         | Jules Lowie                                         | Louis Thiétard                                      |
| 1944    | Maurice Desimpelaere                                | Jules Rossi                                         | Louis Thiétard                                      |
| 1945    | Paul Maye                                           | Lucien Teisseire                                    | Kléber Piot                                         |
| 1946    | Georges Claes                                       | Louis Gauthier                                      | Lucien Vlaemynck                                    |
| 1947    | Georges Claes                                       | Adolf Verschueren                                   | Louis Thiétard                                      |
| 1948    | Rik Van Steenbergen                                 | Émile Idée                                          | Georges Claes                                       |
| 1949    | Serse Coppi & André Mahé                            | Serse Coppi & André Mahé                            | Frans Leenen                                        |
| 1950    | Fausto Coppi                                        | Maurice Diot                                        | Fiorenzo Magni                                      |
| 1951    | Antonio Bevilacqua                                  | Louison Bobet                                       | Rik Van Steenbergen                                 |
| 1952    | Rik Van Steenbergen                                 | Fausto Coppi                                        | André Mahé                                          |
| 1953    | Germain Derycke                                     | Donato Piazza                                       | Wout Wagtmans                                       |
| 1954    | Raymond Impanis                                     | Stan Ockers                                         | Marcel Rijckaert                                    |
| 1955    | Jean Forestier                                      | Fausto Coppi                                        | Louison Bobet                                       |
| 1956    | Louison Bobet                                       | Fred De Bruyne                                      | Jean Forestier                                      |
| 1957    | Fred De Bruyne                                      | Rik Van Steenbergen                                 | Léon Van Daele                                      |
| 1958    | Léon Van Daele                                      | Miguel Poblet                                       | Rik Van Looy                                        |
| 1959    | Noël Foré                                           | Gilbert Desmet                                      | Marcel Janssens                                     |
| 1960    | Pino Cerami                                         | Tino Sabbadini                                      | Miguel Poblet                                       |
| 1961    | Rik Van Looy                                        | Marcel Janssens                                     | René Vanderveken                                    |
| 1962    | Rik Van Looy                                        | Emile Daems                                         | Frans Schoubben                                     |
| 1963    | Emile Daems                                         | Rik Van Looy                                        | Jan Janssen                                         |
| 1964    | Peter Post                                          | Benoni Beheyt                                       | Yvo Molenaers                                       |
| 1965    | Rik Van Looy                                        | Edward Sels                                         | Willy Vannitsen                                     |
| 1966    | Felice Gimondi                                      | Jan Janssen                                         | Gustaaf De Smet                                     |
| 1967    | Jan Janssen                                         | Rik Van Looy                                        | Rudi Altig                                          |
| 1968    | Eddy Merckx                                         | Herman Van Springel                                 | Walter Godefroot                                    |
| 1969    | Walter Godefroot                                    | Eddy Merckx                                         | Willy Vekemans                                      |
| 1970    | Eddy Merckx                                         | Roger De Vlaeminck                                  | Eric Leman                                          |
| 1971    | Roger Rosiers                                       | Herman Van Springel                                 | Marino Basso                                        |
| 1972    | Roger De Vlaeminck                                  | André Dierickx                                      | Barry Hoban                                         |
| 1973    | Eddy Merckx                                         | Walter Godefroot                                    | Roger Rosiers                                       |
| 1974    | Roger De Vlaeminck                                  | Francesco Moser                                     | Marc Demeyer                                        |
| 1975    | Roger De Vlaeminck                                  | Eddy Merckx                                         | André Dierickx                                      |
| 1976    | Marc Demeyer                                        | Francesco Moser                                     | Roger De Vlaeminck                                  |
| 1977    | Roger De Vlaeminck                                  | Willy Teirlinck                                     | Freddy Maertens                                     |
| 1978    | Francesco Moser                                     | Roger De Vlaeminck                                  | Jan Raas                                            |
| 1979    | Francesco Moser                                     | Roger De Vlaeminck                                  | Hennie Kuiper                                       |
| 1980    | Francesco Moser                                     | Gilbert Duclos-Lassalle                             | Dietrich Thurau                                     |
| 1981    | Bernard Hinault                                     | Roger De Vlaeminck                                  | Francesco Moser                                     |
| 1982    | Jan Raas                                            | Yvon Bertin                                         | Gregor Braun                                        |
| 1983    | Hennie Kuiper                                       | Gilbert Duclos-Lassalle                             | Francesco Moser                                     |
| 1984    | Sean Kelly                                          | Rudy Rogiers                                        | Alain Bondue                                        |
| 1985    | Marc Madiot                                         | Bruno Wojtinek                                      | Sean Kelly                                          |
| 1986    | Sean Kelly                                          | Rudy Dhaenens                                       | Adrie van der Poel                                  |
| 1987    | Eric Vanderaerden                                   | Patrick Versluys                                    | Rudy Dhaenens                                       |
| 1988    | Dirk Demol                                          | Thomas Wegmüller                                    | Laurent Fignon                                      |
| 1989    | Jean-Marie Wampers                                  | Dirk De Wolf                                        | Edwig Van Hooydonck                                 |
| 1990    | Eddy Planckaert                                     | Steve Bauer                                         | Edwig Van Hooydonck                                 |
| 1991    | Marc Madiot                                         | Jean-Claude Colotti                                 | Carlo Bomans                                        |
| 1992    | Gilbert Duclos-Lassalle                             | Olaf Ludwig                                         | Johan Capiot                                        |
| 1993    | Gilbert Duclos-Lassalle                             | Franco Ballerini                                    | Olaf Ludwig                                         |
| 1994    | Andrei Tchmil                                       | Fabio Baldato                                       | Franco Ballerini                                    |
| 1995    | Franco Ballerini                                    | Andrei Tchmil                                       | Johan Museeuw                                       |
| 1996    | Johan Museeuw                                       | Gianluca Bortolami                                  | Andrea Tafi                                         |
| 1997    | Frédéric Guesdon                                    | Jo Planckaert                                       | Johan Museeuw                                       |
| 1998    | Franco Ballerini                                    | Andrea Tafi                                         | Wilfried Peeters                                    |
| 1999    | Andrea Tafi                                         | Wilfried Peeters                                    | Tom Steels                                          |
| 2000    | Johan Museeuw                                       | Peter Van Petegem                                   | Erik Zabel                                          |
| 2001    | Servais Knaven                                      | Johan Museeuw                                       | Romāns Vainšteins                                   |
| 2002    | Johan Museeuw                                       | Steffen Wesemann                                    | Tom Boonen                                          |
| 2003    | Peter Van Petegem                                   | Dario Pieri                                         | Vjačeslav Ekimov                                    |
| 2004    | Magnus Bäckstedt                                    | Tristan Hoffman                                     | Roger Hammond                                       |
| 2005    | Tom Boonen                                          | George Hincapie                                     | Juan Antonio Flecha                                 |
| 2006    | Fabian Cancellara                                   | Tom Boonen                                          | Alessandro Ballan                                   |
| 2007    | Stuart O'Grady                                      | Juan Antonio Flecha                                 | Steffen Wesemann                                    |
| 2008    | Tom Boonen                                          | Fabian Cancellara                                   | Alessandro Ballan                                   |
| 2009    | Tom Boonen                                          | Filippo Pozzato                                     | Thor Hushovd                                        |
| 2010    | Fabian Cancellara                                   | Thor Hushovd                                        | Juan Antonio Flecha                                 |
| 2011    | Johan Vansummeren                                   | Fabian Cancellara                                   | Maarten Tjallingii                                  |
| 2012    | Tom Boonen                                          | Sébastien Turgot                                    | Alessandro Ballan                                   |
| 2013    | Fabian Cancellara                                   | Sep Vanmarcke                                       | Niki Terpstra                                       |
| 2014    | Niki Terpstra                                       | John Degenkolb                                      | Fabian Cancellara                                   |
| 2015    | John Degenkolb                                      | Zdeněk Štybar                                       | Greg Van Avermaet                                   |
| 2016    | Mathew Hayman                                       | Tom Boonen                                          | Ian Stannard                                        |
| 2017    | Greg Van Avermaet                                   | Zdeněk Štybar                                       | Sebastian Langeveld                                 |
| 2018    | Peter Sagan                                         | Silvan Dillier                                      | Niki Terpstra                                       |
| 2019    | Philippe Gilbert                                    | Nils Politt                                         | Yves Lampaert                                       |
| 2020    | Non disputata a causa della pandemia di COVID-19    | Non disputata a causa della pandemia di COVID-19    | Non disputata a causa della pandemia di COVID-19    |
| 2021    | Sonny Colbrelli                                     | Florian Vermeersch                                  | Mathieu van der Poel                                |
| 2022    | Dylan van Baarle                                    | Wout Van Aert                                       | Stefan Küng                                         |
| 2023    | Mathieu van der Poel                                | Jasper Philipsen                                    | Wout Van Aert                                       |
| 2024    | Mathieu van der Poel                                | Jasper Philipsen                                    | Mads Pedersen                                       |
| 2025    | Mathieu van der Poel                                | Tadej Pogačar                                       | Mads Pedersen                                       |

## Statistiche

### Vittorie per nazione
Aggiornato al 2025
| Pos. | Paese       | Vittorie |
| ---- | ----------- | -------- |
| 1    | Belgio      | 57       |
| 2    | Francia     | 28       |
| 3    | Italia      | 14       |
| 4    | Paesi Bassi | 10       |
| 5    | Svizzera    | 4        |
| 6    | Australia   | 2        |
| 6    | Germania    | 2        |
| 6    | Irlanda     | 2        |
| 9    | Lussemburgo | 1        |
| 9    | Slovacchia  | 1        |
| 9    | Svezia      | 1        |
| 9    | Ucraina     | 1        |

### Plurivincitori
- 4 successi (2):
  -  Roger De Vlaeminck (1972, 1974, 1975, 1977)
  -  Tom Boonen (2005, 2008, 2009, 2012)
- 3 successi (8):
  -  Octave Lapize (1909, 1910, 1911)
  -  Gaston Rebry (1931, 1934, 1935)
  -  Rik Van Looy (1961, 1962, 1965)
  -  Eddy Merckx (1968, 1970, 1973)
  -  Francesco Moser (1978, 1979, 1980)
  -  Johan Museeuw (1996, 2000, 2002)
  -  Fabian Cancellara (2006, 2010, 2013)
  -  Mathieu van der Poel (2023, 2024, 2025)
- 2 successi (11):
  -  Maurice Garin (1897, 1898)
  -  Lucien Lesna (1901, 1902)
  -  Hippolyte Aucouturier (1903, 1904)
  -  Charles Crupelandt (1912, 1914)
  -  Henri Pélissier (1919, 1921)
  -  Georges Claes (1946, 1947)
  -  Rik Van Steenbergen (1948, 1952)
  -  Sean Kelly (1984, 1986)
  -  Marc Madiot (1985, 1991)
  -  Gilbert Duclos-Lassalle (1992, 1993)
  -  Franco Ballerini (1995, 1998)

## Videografia
- Jørgen Leth, En Forårsdag i Helvede, 1976.